# Europastraße 19

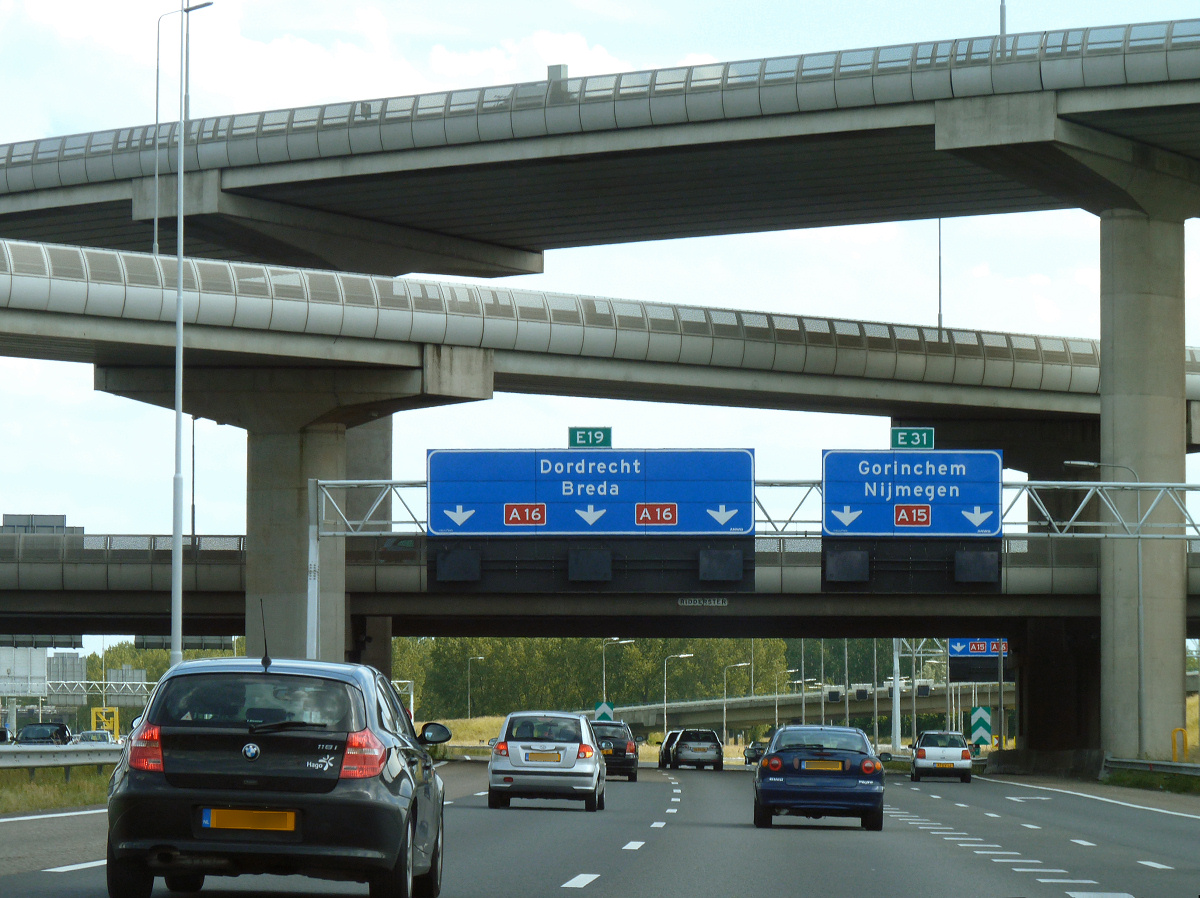
Die E19 bei Ridderkerk

Die Europastraße 19 (E 19) ist eine Europastraße, die Amsterdam und Paris verbindet. Sie ist eine wichtige Nord-Süd-Verbindung, die im Sommer stark von niederländischen und belgischen Touristen frequentiert wird.
In den Niederlanden beginnt die E 19 in Amsterdam auf der A4, um über Leiden nach Den Haag zu führen, wo sie auf die A13 wechselt, um von Delft und nach Rotterdam zu verlaufen. Dort geht es auf dem Kleinpolderplein auf die A20 und am Terbregseplein auf die A16. Durch den Drechttunnel geht es nach Dordrecht, über die Moerdijkbruggen, durch Breda am Wald Mastbos vorbei und über den Grenzort Hazeldonk nach Belgien zu führen.
In Belgien verläuft die E 19 auf der A1 bis zum Ring van Antwerpen und von Antwerpen bis zum Brusselse Ring. Über die A7 verläuft der Weg sodann nach Frankreich.
In Frankreich verläuft die E 19 zuerst in der Region Hauts-de-France auf der A2. In Valenciennes dient sie mit der Autobahn A23 nach Lille als Ring. Im Knoten vom Graincourt-lès-Havrincourt in der Nähe von Cambrai schließt sich die E 19 an der Autoroute des Anglais (Engländerautobahn) E 17 an. Sie trifft danach die Europastraße E 15 im Knoten von Combles.
Sie verläuft nun auf der Autoroute du Nord (Nordautobahn) A1 durch die Picardie nach Paris. Die Europastraßen E 15 und E 19 gehen so ineinander über. Der Knoten von Ablaincourt-Pressoir schließt die E 19 an der E 44 an. Dann kommt Compiègne, bevor sie die Region Île-de-France erreicht.
Sie kommt in die Agglomeration von Paris und trifft die Francilienne (Franzinselerin) A104 im Knoten von Gonesse. Kurz danach gehen die E 15 und E 19 auseinander im Knoten von Garonor aus. Der Knoten von la Courneuve schließt sie an der A86 an. Die E 19 endet sich bei der Porte de la Chapelle (dem Tor von la Chapelle), wo sie mit dem Boulevard périphérique (Ring) und der Rue de la Chapelle (Straße von La Chapelle) angeschlossen ist.
Früher trug diese Europastraße die Nummer 10 (E 10). Davon sind noch einige Bezeichnungen abgeleitet, wie zum Beispiel der E10-See in Brasschaat/Schoten.

## Verlauf
Niederlande
- Amsterdam (A4)
- Leiden
- Den Haag
- Rijswijk (A13)
- Rotterdam (A20, A16)
- Breda
- Hazeldonk (A16)

Belgien
- Meer bei Antwerpen (A1)
- Antwerpen (R1)
- Mechelen (A1)
- Brüssel (R0)
- Mons (niederländisch Bergen) (A7)

Frankreich
- Valenciennes A2
- Cambrai A1
- Compiègne A1
- Paris A1